# Antau
Antau est une commune d'Autriche, dans le Burgenland. Elle fait partie du district de Mattersburg.

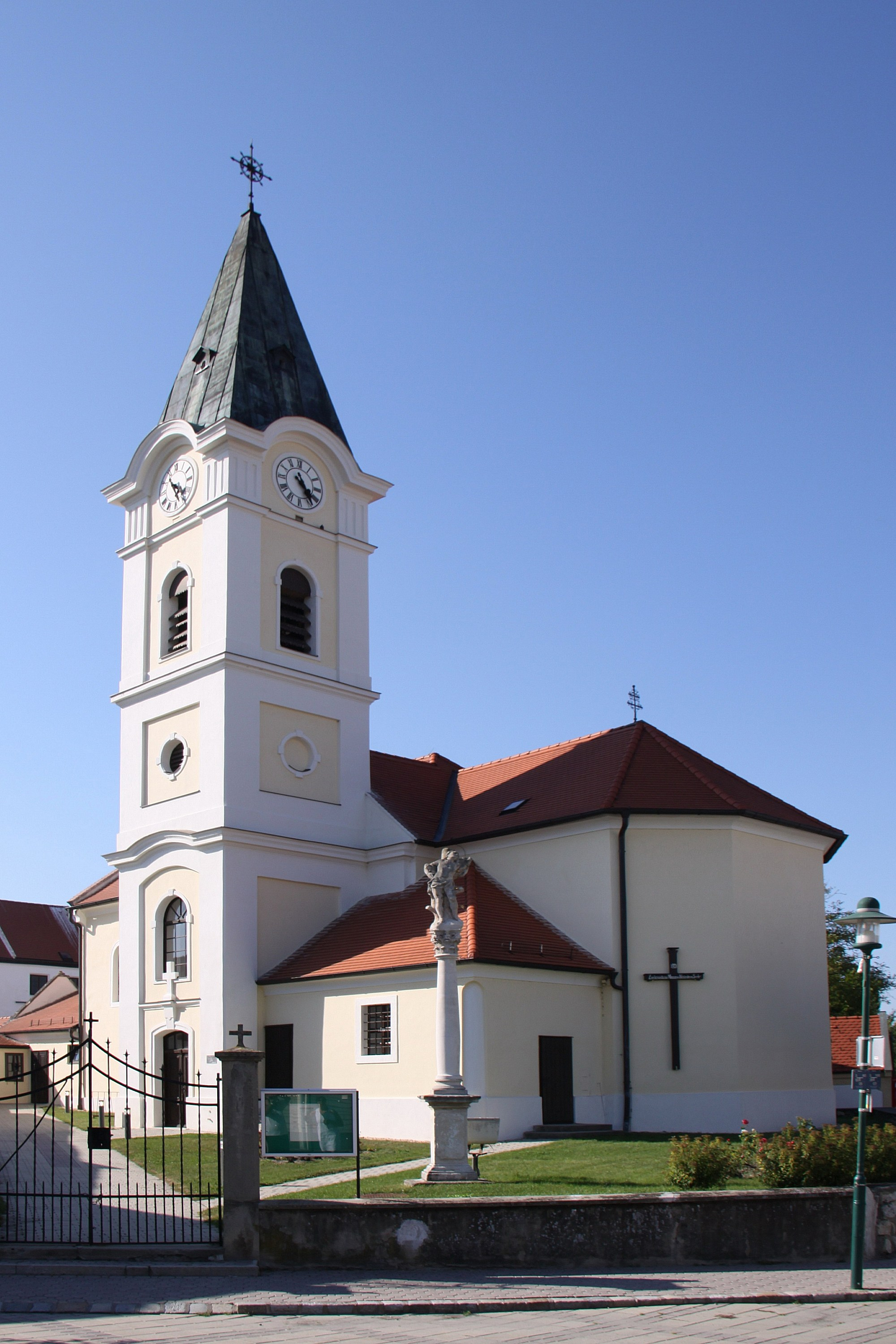
Église paroissiale d'Antau